# 伊集院松治
伊集院 松治（いじゅういん まつじ、1893年（明治26年）4月21日 - 1944年（昭和19年）5月24日）は、日本の海軍軍人、華族。最終階級は海軍中将。男爵。

## 略歴
東京府麹町区（現東京都千代田区）出身。旧制東京高等師範学校附属中学校（現・筑波大学附属中学校・高等学校）より海軍兵学校43期入校。席次は入校時100名中93番、卒業時96名92番。伊集院五郎元帥は父、大野竹二海軍少将は弟。

## 年譜
- 1893年（明治26年）4月21日- 東京府麹町区四番町（現在の東京都千代田区）生
- 1907年（明治40年）4月1日- 東京高等師範学校附属中学校（現在の筑波大学附属中学校・高等学校）入学
- 1911年（明治44年）3月31日- 東京高等師範学校附属中学校卒業
  - 9月9日- 海軍兵学校入校
- 1915年（大正4年）12月16日- 海軍兵学校卒業  海軍少尉候補生・装甲巡洋艦「磐手」乗組・練習艦隊近海航海出発 佐世保~仁川~旅順~大連~鎮海~舞鶴~鳥羽方面巡航
- 1916年（大正5年）4月3日- 帰着
  - 4月20日- 練習艦隊遠洋航海出発 香港~シンガポール~フリーマントル~メルボルン~シドニー~ウェリントン~オークランド~ヤルート~ポナペ~トラック~父島方面巡航 
  - 8月22日- 帰着
  - 8月25日- 巡洋戦艦「鞍馬」乗組
  - 12月1日- 任 海軍少尉・装甲巡洋艦「吾妻」乗組
- 1917年（大正6年）10月10日- 装甲巡洋艦「常磐」乗組
- 1918年（大正7年）11月9日- 横須賀鎮守府附
  - 12月1日- 海軍水雷学校普通科学生
- 1919年（大正8年）5月23日- 海軍砲術学校普通科学生
  - 12月1日- 戦艦「香取」乗組
- 1920年（大正9年）12月1日- 3等駆逐艦「有明」乗組
- 1921年（大正10年）1月31日- 当主伊集院五郎死去に依り男爵家襲爵
  - 12月1日- 任 海軍大尉・海軍水雷学校高等科第21期学生
- 1922年（大正11年）11月30日- 海軍水雷学校高等科修了
  - 12月1日- 第2駆逐隊乗組
- 1924年（大正13年）12月1日- 海軍潜水学校乙種学生
- 1925年（大正14年）4月1日- 呂号51潜水艦乗組
  - 12月1日- 1等海防艦「八雲」分隊長 海軍少尉候補生指導官
- 1926年（大正15年）6月30日- 練習艦隊遠洋航海出発 上海~香港~シンガポール~コロンボ~アデン~ポートサイド~コンスタンチノープル~アテネ~ナポリ~トゥーロン~マルセイユ~バルセロナ~ビゼルダ~マルタ~アレキサンドリア~ジブチ~モンバサ~コロンボ~バタヴィア~マニラ方面巡航
- 1927年（昭和2年）1月17日- 帰着
  - 1月20日- 海軍兵学校教官兼監事
- 1928年（昭和3年）12月10日- 任 海軍少佐
- 1929年（昭和4年）9月5日- 2等駆逐艦「蓮」艦長
  - 11月1日- 兼 2等駆逐艦「蓬」艦長
  - 11月30日- 免 2等駆逐艦「蓬」艦長
- 1931年（昭和6年）12月1日- 1等駆逐艦「澤風」艦長
- 1932年（昭和7年）12月1日- 伏見宮博義王 皇族附武官 兼第8駆逐隊附
- 1933年（昭和8年）10月10日- 免 第8駆逐隊附 兼 海軍大学校附
  - 11月1日- 1等駆逐艦「夕月」艦長
- 1934年（昭和9年）11月1日- 1等駆逐艦「雷」艦長
  - 11月15日- 任 海軍中佐
- 1935年（昭和10年）11月21日- 軽巡洋艦「阿武隈」副長
- 1936年（昭和11年）11月2日- 舞鶴要港部水雷参謀
- 1938年（昭和13年）11月15日- 任 海軍大佐
  - 12月15日- 第23駆逐隊司令
- 1939年（昭和14年）11月15日- 第8駆逐隊司令
- 1940年（昭和15年）10月15日- 軽巡洋艦「那珂」艦長
- 1941年（昭和16年）8月11日- 重巡洋艦「愛宕」艦長
- 1942年（昭和17年）12月1日- 横須賀鎮守府附
  - 12月24日- 第3戦隊司令部附
  - 12月26日- 戦艦「金剛」艦長
- 1943年（昭和18年）7月7日- 第三水雷戦隊司令官
  - 11月1日- 任 海軍少将
  - 11月2日- ブーゲンビル島沖海戦 乗艦「川内」は撃沈されたが、潜水艦により救助され生還。
  - 12月16日- 軍令部出仕
- 1944年（昭和19年）3月7日- 臨時 海上護衛総隊司令部附
  - 4月8日- 海上護衛総隊附 第1護衛船団司令官
  - 5月24日- ヒ63船団護衛中、乗艦「壱岐」が撃沈され戦死 享年51 海軍中将に特別進級

## 親族
- 生母 豊（坂元家の娘、1896年没）[1]
- 継母 繁子（海軍大佐・大野義方長女）[2]
- 妻 清子（伯爵日野資秀二女）[2]
- 長女 稲子（男爵伊集院実韶妻）